# Integritet (egenskap)
Integritet är en egenskap som innebär att någonting är väl sammanhängande (integrerat) och motsägelsefritt inom ramen för vissa principer. Ju bättre detta någonting hänger ihop och har färre motsägelser (interna fel och konflikter) desto högre grad av integritet har det.
Integritet i den betydelsen är ett begrepp som innebär frihet från (och/eller avsaknad av) självmotsägelser i handlingar, värderingar, metoder, principer, förväntningar och så vidare. Inom etiken handlar det om ärlighet och sanningshalt[källa behövs]. Integritet kan betraktas som motsatsen till hyckleri i den meningen att det ytterst handlar om huruvida något är konsistent eller självmotsägande, exempelvis skall diskussionsparter med (möjligen skenbart) olika värderingar antingen stå för dessa eller också erkänna ett analytiskt misstag och justera sin åskådning.
I många sammanhang handlar det om kvaliteter som ärlighet och en helgjuten /solid karaktär som individ, organisation, etc. Man kan tänkas värdera graden av integritet efter i vilken utsträckning man handlar efter de värderingar, övertygelser och principer man hävdar att man har.

## Etymologi
Ordet stammar från latinets integer som betyder hel eller komplett.

## Exempel
Exempel på några tillämpningsområden och dess möjliga tolkningar:
- Intellektuell integritet – när tankar och slutledningar hos en enskild person eller grupp är så logiskt sammanhängande och motsägelsefria att individen eller gruppen ifråga känner mod att stå för dem och följa dessa oavsett vilka logiska konsekvenser inom tankesystemet de än leder till.
- Emotionell integritet – när ens känslovärld är så väl sammansatt att personen ifråga upplever en starkt inre trygghet och tillfredsställelse i hela sin tillvaro. Man upplever sig varken splittrad eller frustrerad utan enbart lugn och harmonisk, uppfylld av ett lyckotillstånd.
- Psykisk (själslig) integritet – ett enhetligt, icke splittrat JAG där olika psykiska egenskaper (psyke) hänger ihop på ett så kompletterande sätt att de upplevs som en helhet (se Personlig identitet). Motsatsen är psykisk splittring.[källa behövs]
- Andlig integritet – när ens abstrakta idéer och/eller andliga föreställningar hänger ihop på ett så enhetligt och sammanhängande sätt att de leder till en stark övertygelse eller tro (se även trofast eller religiös) att man är beredd aktivt försvara den med handling, ibland även till priset av eget liv..
- Moralisk integritet – innebär att en individ, grupp eller organisation av egen inre övertygelse inom ramen för ett humanistisk–etiskt system respekterar andra människors värde och är beredd att aktivt försvara deras rätt till okränkbarhet; kämpa mot orättvisor och maktmissbruk (se civilkurage) trots eventuellt motstånd och negativa följder med fara för sitt liv eller social status (till exempel Sokrates fall).

Begreppet integritet kan även syfta på den offentliga personens förmåga att utöva sin makt, ledarskap eller annat inflytande på ett sådant sätt att den inte låter sig påverkas av sina egna intressen och/eller korrumperas.